# Korolyov (thành phố)
Korolyov hay Korolev (tiếng Nga: Королёв) là một thành phố công nghiệp Nga. Thành phố này thuộc chủ thể Moskva Oblast. Thành phố có dân số 142.568 người (theo điều tra dân số năm 2002. Đây là thành phố lớn thứ 117 của Nga theo dân số năm 2002.
Thành phố được lập năm 1938 với tên Kaliningrad (Калинингра́д) bởi Vasily Boldyrev, Naum Nosovsky, và Mikhail Loginov để làm trung tâm hàng đầu Liên Xô về sản xuất súng chống tăng và chống máy bay.

## Thành phố kết nghĩa
- Zhukovsky, Nga
- Moskva, Nga
- Khimki, Nga
- Baikonur, Kazakhstan